# 화령고등학교
화령고등학교(化寧高等學校)는 대한민국 경상북도 상주시 화서면 달천리에 있는 공립 고등학교이다.

## 학교 연혁
- 1952년 9월 9일 : 화령중학교 설립인가(6학급)
- 1953년 3월 21일 : 재단법인 화령학원 인가 (이사장 김기령)
- 1967년 12월 20일 : 화령학원 경북 교위에 기증
- 1967년 12월 29일 : 화령상업고등학교 설립인가(3학급)
- 1974년 10월 3일 : 인문고등학교로 변경 인가(6학급)
- 1983년 9월 30일 : 고등학교 1학급 증설 인가(9학급)
- 2003년 11월 15일 : 학교 숲 가꾸기, 금연 교육 시범학교로 지정
- 2007년 3월 1일 : 교원능력개발평가 선도(시범)학교 지정
- 2023년 2월 10일 : 중학교 제71회 10명(총 8,414명) 졸업
- 2023년 2월 10일 : 고등학교 제53회 15명(총 3,596명) 졸업
- 2023년 3월 2일 : 중학교 15명 입학
- 2023년 3월 2일 : 고등학교 22명 입학
- 2024년 3월 1일 : 제33대 최영우 교장 취임

## 참고 자료
- 화령고등학교 - 한국교육학술정보원 학교알리미